# Enn Roos
Enn Roos (20. september 1908 – 15. juli 1990) var en estisk billedhugger. Han var medlem af Artists Society Pallas og et stiftende medlem af Estonian Artists Association. Roos studerede i Ants Laikmaas atelier fra 1926 til 1928 og Jaan Koort fra 1927 til 1928. I 1935 blev han optaget på Pallas Kunstskole, hvor han var stærkt påvirket af Anton Starkopf. Roos var længe professor ved Statens Kunstinstitut i Estonian SSR. Fra 1962 til 1977 var han leder af afdelingen for skulptur.
Roos er kendt for sine portræt-, kvindelige nøgen- og dyreskulpturer. Bemærkelsesværdige offentlige værker omfatter Bear (1939) i Hirveparken i Tallinn (1939), Lynx (1983) i Tallinn Zoo.
Roos' mest kendte værk er monumentet til Tallinns befriere (1947), almindeligvis kendt som bronzesoldatens lacet sammen med Arnold Alas. I 2007 førte flytningen af statuen fra centrum af Tallinn til den nærliggende militærkirkegård til optøjer og plyndring af russiske nationalister, den såkaldte Bronzenatten og cyberangrebene i 2007 på Estland, et bredt udbredt cyberangreb mod estisk digital infrastruktur. Selvom det er kunstnerisk ubemærket, er det bemærkelsesværdigt blandt de sovjetiske krigsstatuer, da det i stedet for den almindelige heroiske kropsholdning skildrer en sørgende soldat, der står med hovedet og kigger ned.